# Safra Catz
Safra Ada Catz (in ebraico צפרא עדה כץ‎?; Holon, 1º dicembre 1961) è un'imprenditrice statunitense, di origine israeliana, e miliardaria. Dal settembre 2019  è l'amministratore delegato di Oracle Corporation. È stata dirigente di Oracle dall'aprile 1999 e membro del consiglio dal 2001. Nell'aprile 2011 è stata nominata co-presidente e CFO, riportando al fondatore Larry Ellison. Nel settembre 2014, Oracle ha annunciato che Ellison si sarebbe dimesso dalla carica di CEO e che Mark Hurd e Catz erano stati nominati CEO congiunti. Nel settembre 2019, Catz è diventata l'unico CEO dopo che Hurd si è dimesso per problemi di salute.
Secondo Forbes, occupa nel 2017 il 18º posto tra le donne più potenti nel mondo degli affari.

## Biografia
Nasce a Holon, in Israele, da genitori ebrei. Il padre, Leonard, era un immigrato dalla Romania che ha combattuto nella guerra dei Sei giorni, la madre, Judith, una sopravvissuta all'Olocausto. Quando lei ha sei anni, si trasferisce con la famiglia da Israele a Brooklyne, nel Massachusetts. Quindi studia alla Brooklyne High School, si laurea in legge all'University of Pennsylvania nel 1986. Pratica la scherma, ha la passione per i computer. 
Inizia a lavorare come avvocata in una banca d'affari, Donaldson, Lufkin e Jenrette, concentrandosi in particolare sull'industria tecnologica e ricoprendo l'incarico di amministratrice delegata dal febbraio 1997 al marzo 1999. Quell'anno, in aprile, entra in Oracle, e nell'ottobre 2001 è nominata nel consiglio d'amministrazione della società. Si distingue per la sua capacità di negoziare negli sforzi di Oracle di acquisire la rivale nel settore del software PeopleSoft per una cifra di 10,3 miliardi di dollari. Nel 2005 è nominata CFO della società, già nel 2009 è considerata da Fortune come la dodicesima donna più potente nel mondo degli affari. Secondo un'analisi di Equilar pubblicata da Fortune, già nel 2011 è ritenuta la donna più pagata tra le aziende Fortune 1000, ricevendo una stima di 51,6 milioni di dollari come remunerazione totale.

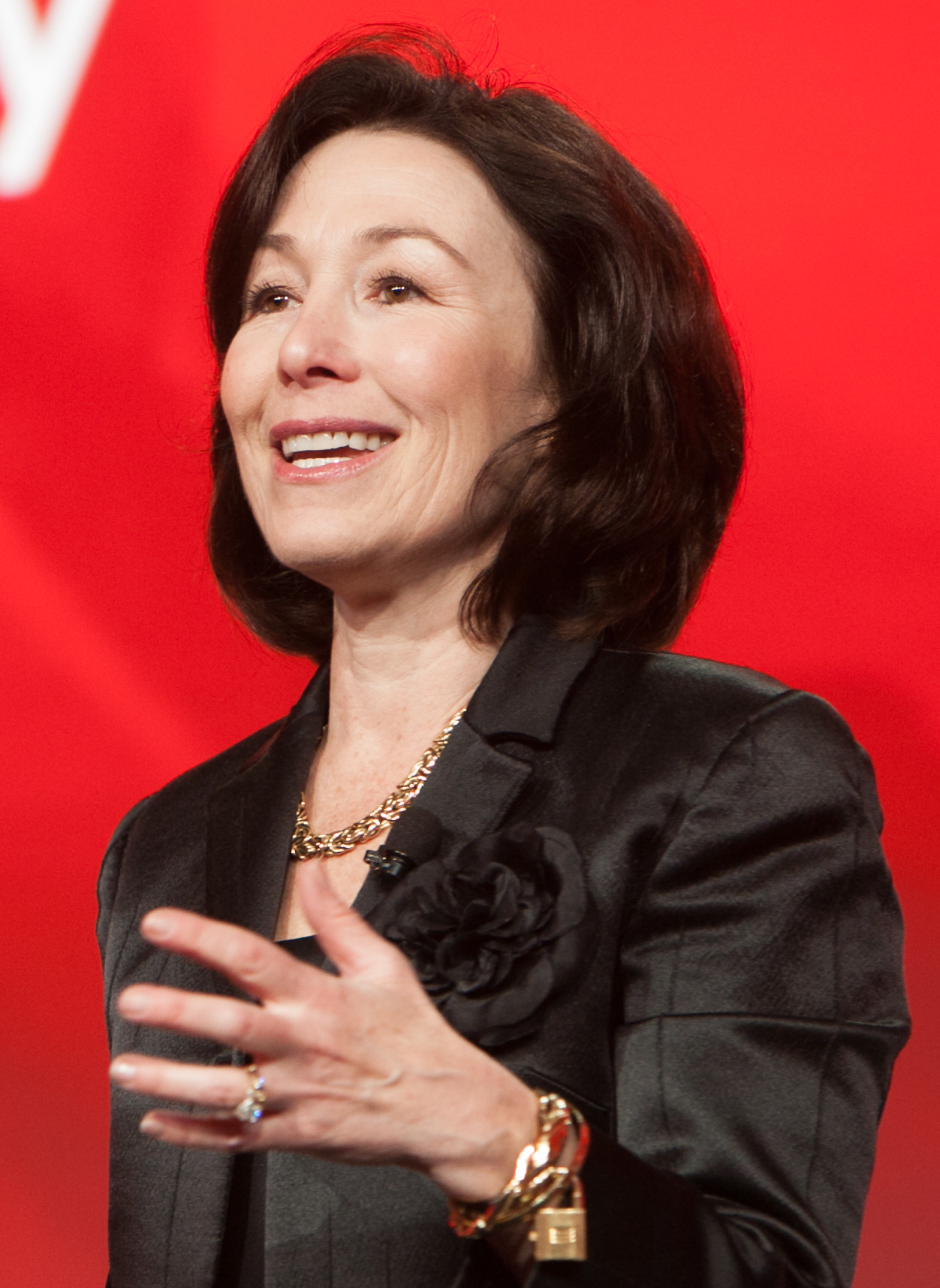
Safra Catz nel 2014

Docente di contabilità presso la Stanford Graduate School of Business, dopo l'elezione di Donald Trump Catz ha fatto parte della lista dei numerosi amministratori delegati di alto profilo (tra gli altri Tim Cook, Sheryl Sandberg e Jeff Bezos) invitati a parlare con l'allora presidente eletto circa l'opportunità di assumere una posizione nella nuova amministrazione.  Secondo Bloomberg, è stata considerata per il posto di rappresentante commerciale degli Stati Uniti o direttore dell'intelligence americana.
La sua capacità di negoziare emerge nuovamente nell'estate del 2016 quando Oracle mette a segno un'acquisizione da 9,3 miliardi di dollari considerata strategica per l'azienda: NetSuite, un'azienda che da sempre offre servizi informatici nel cloud, nella "nuvola".
Dall'aprile 2017 Catz è la donna a ricoprire la carica di amministratrice delegata più pagata di qualsiasi società statunitense, con un guadagno di 40,9 milioni di dollari dopo una riduzione del 23% del compenso totale relativo al 2016. Dal 1º febbraio 2018 fa parte del consiglio d'amministrazione di The Walt Disney Company.
Nel marzo 2021 Catz ha attirato l'attenzione per il suo trading di azioni: ha acquisito 2,25 milioni di azioni attraverso la conversione di derivati, prima di venderle sul mercato aperto a circa il doppio del prezzo. 

## Coinvolgimento politico
Durante le primarie presidenziali repubblicane del 2016, Catz ha donato alla campagna di Marco Rubio. In seguito ha fatto parte della squadra di transizione del presidente Trump, e i media l'hanno spesso menzionata come una potenziale funzionaria nell'amministrazione Trump.  Durante il ciclo elettorale del 2018, Catz ha donato oltre 150.000 dollari a gruppi e individui  allineati ai repubblicani, incluso il membro del Congresso Devin Nunes. Catz ha donato 125.000 dollari alla campagna di rielezione di Donald Trump nel maggio 2020.

## Vita privata
Catz è sposata con Gal Tirosh. Due i figli: Scott e Gary.